# George Binney
George Binney (DSO) född 23 september 1900 i Great Bookham, Surrey, död den 27 september 1972, var en engelsk upptäcktsresande, affärsman, diplomat och officer i Royal Naval Reserve (RNR).

## Biografi
Efter studier vid Eton, och senare Merton College i Oxford blev George inblandad i planering och ledning av tre arktiska expeditioner med Oxfords Universitet som sponsor, bland annat med sjöflygplan. Han anställdes därefter vid Hudson Bay-kompaniets pälsavdelning i Kanada och i samband med omorganisation efter Wall Street-kraschen kom George till brittiska United Steel.
Med kännedom om arktiska förhållanden och bakgrund i järn- och stålindustrin var han verksam på Storbritanniens ambassad i Stockholm under början av andra världskriget för brittiska försörjningsdepartementets (Ministry of Supply) räkning. Det innebar också kontakter med the Ministry of Economic Warfare (MEW) och den nyuppsatta organisationen för okonventionell krigföring Special Operations Executive (SOE). Han organiserade och ledde det lyckade blockadbrytande företaget Operation Rubble genom Skagerrak i januari 1941, då viktiga råvaror och kullager kunde föras med norska båtar från Sverige till England. Binney adlades i april 1941 för sina insatser i denna operation.
En operation med flera deltagande norska kvarstadsbåtar, Operation Performance, på våren 1942 slutade i katastrof. Binney förklarades Persona non grata och utvisades från Sverige 18 april 1942, anklagad för vapensmuggling och brott mot neutraliteten då han använt diplomatskyltade bilar till att frakta kulsprutor, ammunition och sprängämnen till de deltagande fartygen förtöjda i Göteborgs hamn.
Med graden Commander i Royal Naval Reserve organiserade George Binney  Operation Bridford, vilket innebar att fem stycken snabba kanonbåtar skulle hämta den viktiga lasten från de i Sverige inlåsta kvarstadsbåtarna, framförallt kullager, från Lysekil  till Hull i England igenom den tyska bockaden av Skagerrak. Detta skede under hösten och vintern 1943-1944.
George Binney tilldelades Distinguished Service Order (DSO) för sina instser i Operation Bridford.
Efter en hjärtattack 1944 avfördes han från flottan, men kvarstod som rådgivare till Operation Moonshine vintern 1944-1945, vilken innebar distribution av vapen och sprängämnen till danska motståndsrörelsen via Lysekil.
Efter kriget återvände han till United Steel och ledde en brittisk handels och industriexpedition till Ghana 1959.
Han tilldelades också The Patron's Medal av Royal Geographical Society 1957, som erkännande för sina insatser som upptäcktsresande i Arktis. Framförallt för sitt pionjärarbete med användande av sjöflygplan. 

### Böcker utgivna av George Binney
- With Seaplane and Sledge in the Arctic (1925)
- The Eskimo Book of Knowledge (1931)